# Грабовица (Власеница)
Грабовица је насељено мјесто у општини Власеница, Република Српска, БиХ. Према попису становништва из 2013. у насељу је живјело 343 становника.

## Становништво
Према попису становништва из 1991. године, мјесто је имало 537 становника.
| Националност       | 1991. |
| Срби               | 528   |
| Југословени        | 3     |
| Хрвати             | 1     |
| остали и непознато | 5     |
| укупно             | 537   |

| Демографија | Демографија | Демографија |
| Година      | Становника  | Становника  |
| ----------- | ----------- | ----------- |
| 1961.       | 528         |             |
| 1971.       | 597         |             |
| 1981.       | 587         |             |
| 1991.       | 536         |             |
| 2013.       | 343         |             |